# Sonic Syndicate
Sonic Syndicate ist eine schwedische Metalcore-Band aus Falkenberg. Die Band wurde 2002 als Fallen Angels gegründet. Zu den größten Einflüssen zählen Bands wie In Flames und Killswitch Engage. Die Band selbst nennt ihren Stil „(Un)true nuclear metal“.

## Bandgeschichte
Die Brüder Roger und Richard Sjunnesson sowie deren Cousin Robin Sjunesson spielten im Jahre 2002 mit Schulkameraden in diversen Bands. Da die drei ein eigenes Projekt mit einer anderen musikalischen Ausrichtung starten wollten gründete das Trio die Band Fallen Angels. Zum damaligen Zeitpunkt spielte die Band traditionellen Heavy Metal, der maßgeblich von Iron Maiden und Helloween beeinflusst wurde.
Im März 2003 spielt die Band ihr erstes Konzert im Rahmen eines Talentwettbewerbs an ihrer Schule. Den Wettbewerb konnte man zwar nicht gewinnen, dennoch war die Band mit den Reaktionen des Publikums und der Konkurrenzbands zufrieden.
Innerhalb eines Jahres nahm die Band drei Demos auf. Das zweite und dritte Demo wurden im Studio Mega (u. a. Lake of Tears, The Crown, Beseech) eingespielt. Die Fallen Angels spielten im Anschluss viele Konzerte in ganz Skandinavien.

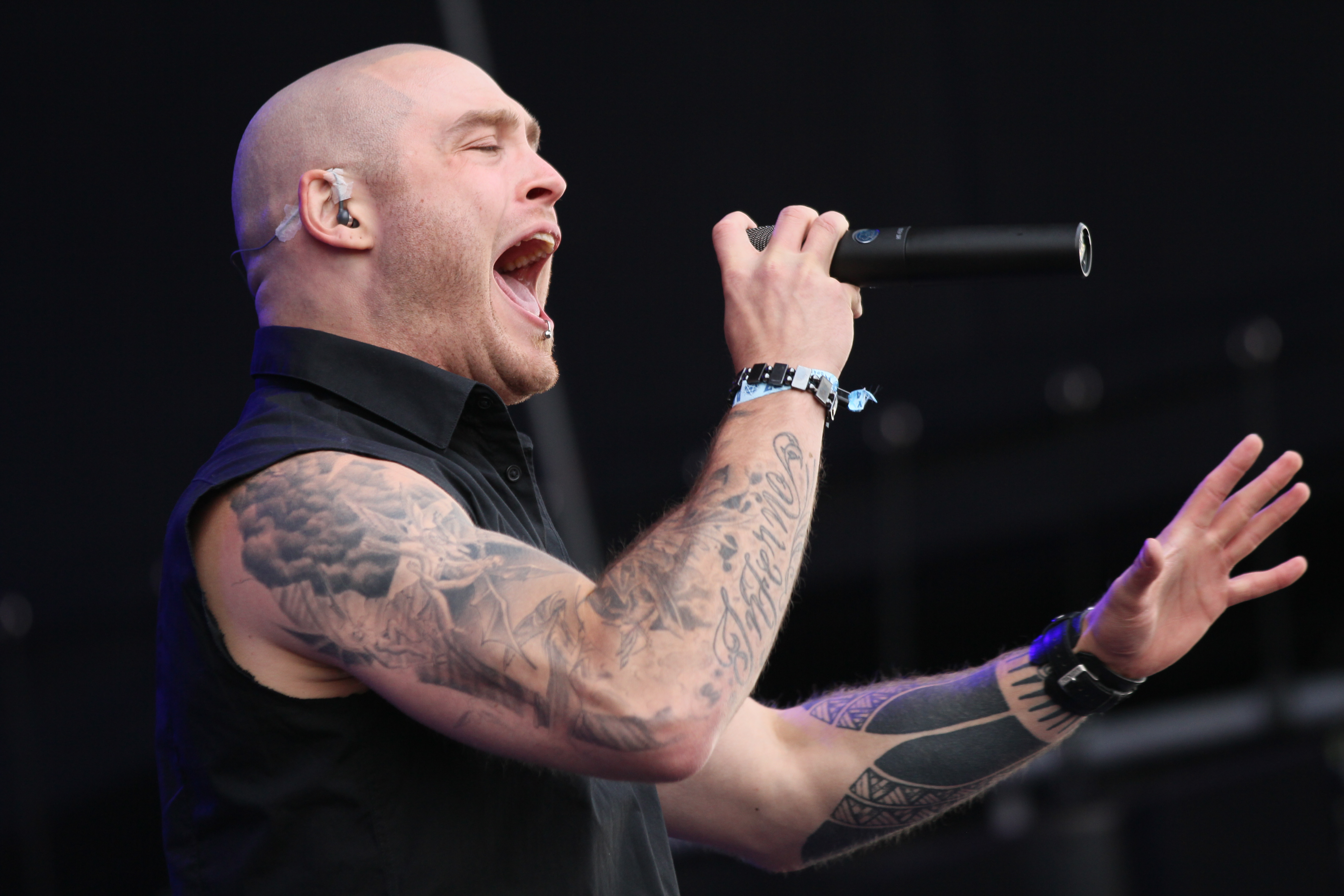
Sänger Nathan J. Biggs auf dem Rockharz Open Air 2014

Im Dezember 2004 unterzeichnete die Band einen Vertrag mit der US-amerikanischen Firma Pivotal Records. Zu dieser Zeit machte sich die Band viele Gedanken über ihren Namen. Letztendlich änderte die Band ihren Namen in Sonic Syndicate. Der neue Name passte nach Meinung der Band besser zur Musik. Im Frühjahr 2005 kehrte die Band in das Studio Mega zurück und nahm das Debütalbum „Eden Fire“ auf. Im September des gleichen Jahres wurde das Album veröffentlicht.
Ein Jahr später nahmen Sonic Syndicate an einem von Nuclear Blast gestarteten Nachwuchswettbewerb teil. Die Schweden konnten sich gegenüber 1500 andere Bands durchsetzen und wurden zum Sieger gekürt. Als Belohnung wurde die Band von Nuclear Blast unter Vertrag genommen.
Im Jahr 2006 verließ Andreas Martensson die Band. Ebenso wollte Kristoffer Bäcklund sich nun auf seine eigene Band What Tomorrow Brings, in der er Sänger ist, konzentrieren. John Bengtsson ersetzte ihn am Schlagzeug.
Am 20. November 2006 begannen Sonic Syndicate im Black Lounge-Studio in Avesta die Aufnahmen zu ihrem zweiten Album Only Inhuman. Das Album ist zusammen mit Jonas Kjellgren (Gitarrist von Scar Symmetry) produziert und wurde am 18. Mai 2007 veröffentlicht. Ebenfalls 2007 traten Sonic Syndicate beim With Full Force und Wacken Open Air auf.
Die Band war als ein Teil der Darkness over X-Mas Tour mit Caliban, Heaven Shall Burn, The Sorrow, Maroon und Misery Speaks unterwegs.
2008 spielte die Band auch unter anderem auf dem Zwillings-Festival Rock am Ring und Rock im Park sowie auf dem Summer Breeze und dem Nova Rock. Im selben Jahr gaben sie mit ihren Vorbildern von In Flames eine Konzerttour durch Dänemark, Deutschland und Österreich.
Das dritte Studioalbum Love and Other Disasters wurde ebenfalls von Scar-Symmetry-Gitarrist Jonas Kjellgren produziert und erschien am 19. September 2008.
Anfang des Jahres 2009 verkündete Roland Johansson die Band nach dem Ende der Tournee 2009 aus persönlichen Gründen zu verlassen. Er ist nun in der schwedischen Band Dodge tätig.
Ende August 2009 wurde Nathan J. Biggs als Nachfolger bekannt gegeben.

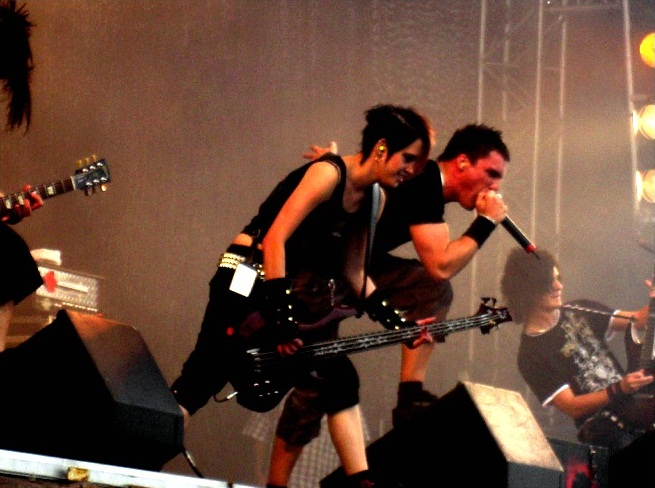
Sonic Syndicate bei einem Auftritt in Göteborg 2008

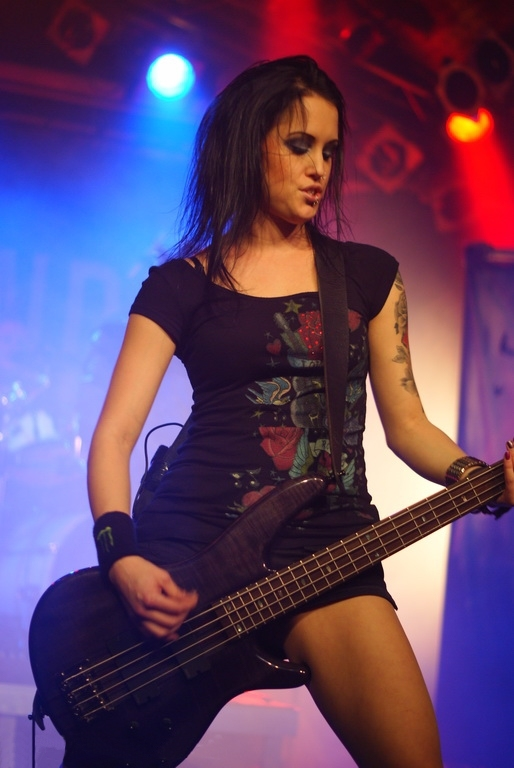
Bassistin Karin Axelsson (2010)

Anfang 2010 begann Sonic Syndicate mit den Aufnahmen zum vierten Studioalbum We Rule the Night. Als Veröffentlichungsdatum wurde zuerst der 28. Mai 2010 angegeben, jedoch wurde die Veröffentlichung auf den 27. August 2010 verschoben. Das Cover-Artwork des Albums wurde am 5. März 2010 veröffentlicht. Gestaltet wurde es von Gustavo Sazes in Zusammenarbeit mit der Band. Der Musikstil des Albums unterscheidet sich stark von seinen Vorgängern. Es enthält deutlich weniger Merkmale des Melodic Death Metals und Metalcores, ist dafür aber sehr Pop-lastig, was von den Fans und Fanzines sowohl positiv, als auch negativ bewertet wird. Zudem ist es auch das erste Album auf dem Nathan J. Biggs als Sänger in Erscheinung tritt. Im September desselben Jahres erschien das Video zu Turn it Up, welches wegen anstößiger Inhalte kurz nach der Veröffentlichung auf diversen Videoplattformen wieder gelöscht wurde. Es wurde daraufhin in einer zensierten Fassung wieder online gestellt.
Am 26. Oktober 2010 gab die Band über ihre offizielle Homepage bekannt, dass Sänger Richard Sjunnesson bei der We Rule the World Tour aus „familiären und persönlichen Gründen“ nicht weiter teilnehmen werde. Zwei Tage später korrigierte Richard über seinen Blog diese Aussage und erklärte, dass er die Band verlassen habe, da die Band „unfähig ist, anständige Musik zu spielen“. Zudem stellte er klar, dass er mit dem neuen Musikstil der Band nicht zufrieden ist. Er startete darauf mit seinem Bruder Roger Sjunnesson und Roland Johansson ein neues Projekt, welches den Namen The Unguided trägt.
Bei Liveauftritten wurde Richard von Christoffer Andersson vertreten.
Am 12. Juni 2012 gab Mitbegründer Roger Sjunnesson auf der Homepage seiner zweiten Band The Unguided bekannt, dass er Sonic Syndicate ebenfalls verlassen hat.
Am 5. Mai 2013 gab SoSy auf ihrem offiziellen Twitter-Account bekannt, dass sie an einem neuen Studioalbum arbeiten. Fast ein Jahr später, am 25. April 2014, wurde das Album Sonic Syndicate für den 4. Juli 2014 angekündigt. Zudem wurde bekannt gegeben, dass Björn Strid, der Sänger von Soilwork, als Gastmusiker für den Song Before You Finally Break gewonnen werden konnte. Am 16. Mai 2014 wurde Black Hole Halo als erste Single auf dem YouTube-Kanal von Nuclear Blast vorgestellt. Das Musikvideo für Before You Finally Break erschien 6. Juni.
Am 7. August 2015 gab die Band bekannt, dass Karin Axelsson von Michel Bärzén am Bass ersetzt wurde. Im Februar 2016 unterschrieben Sonic Syndicate einen Vertrag mit dem schwedischen Label Despotz Records und gaben an, bereits an einem neuen Album zu arbeiten.

## Diskografie

### Studioalben
- 2005: Eden Fire
- 2007: Only Inhuman
- 2008: Love and Other Disasters
- 2010: We Rule the Night
- 2014: Sonic Syndicate
- 2016: Confessions

### EPs
- 2008: Jack of Diamonds
- 2008: My Escape
- 2009: Rebellion (Burn This City/Rebellion in Nightmareland)

### Demos
als Fallen Angels
- 2003: Fall from Heaven
- 2003: Black Lotus
- 2004: Prelude to Extinction

als Sonic Syndicate
- 2006: Sonic Syndicate

### Singles
- 2010: Revolution, Baby (SE: Gold)[17]

### Sonstiges
- 2009: Love and Other Disasters Mailorder Edition (Limitiert auf 500 Stück weltweit)
- 2009: The Rebellion Pack (besteht aus dem Album Love and Other Disasters und der Single Burn This City)

### Musikvideos
- 2003: Soulstone Splinter (Fallen Angels)
- 2007: Denied
- 2007: Enclave
- 2008: Jack of Diamonds
- 2008: My Escape
- 2009: Power Shift
- 2009: Contradiction
- 2009: Burn This City
- 2010: Revolution, Baby
- 2010: My Own Life
- 2010: Turn It Up
- 2014: Before You Finally Break (feat. Björn “Speed” Strid)
- 2014: Catching Fire
- 2015: Diabolical Work of Art